# 1971 v loďstvech
Tento článek obsahuje významné události v oblasti loďstev v roce 1971.

## Události
9. prosince
- Indická fregata INS Khukri byla potopena pákistánskou ponorkou PNS Hangor. Jednalo se o první potopení válečné lodě ponorkou od konce druhé světové války.

## Lodě vstoupivší do služby
- 8. ledna –  USS Bluefish (SSN-675) – ponorka třídy Sturgeon

- 12. ledna –  Hangor (S-131) – ponorka třídy Daphné

- 12. ledna –  Shushuk (S-132) – ponorka třídy Daphné

- 25. ledna –  Emily Hobhouse (S-98) – ponorka třídy Daphné

- 4. února –  USS Hawkbill (SSN-666) – ponorka třídy Sturgeon

- 12. března –  USS Billfish (SSN-676) – ponorka třídy Sturgeon

- 26. března –  USS Harold E. Holt (FF-1074) – fregata třídy Knox[1]

- 2. dubna –  HMS Diomede (F16) – fregata Typu 12I Leander

- 10. dubna –  USS Marvin Shields (FF-1066) – fregata třídy Knox[2]

- 24. dubna –  USS Joseph Hewes (FF-1078) – fregata třídy Knox[3]

- 15. května –  USS Pogy (SSN-647) – ponorka třídy Sturgeon

- 22. května –  USS Bowen (FF-1079) – fregata třídy Knox[4]

- 21. července –  Johanna Van Der Merve (S-99) – ponorka třídy Daphné

- 23. července –  USS Fanning (FF-1076) – fregata třídy Knox[5]

- 25. července –  USS Francis Hammond (FF-1067) – fregata třídy Knox[6]

- 31. července –  USS Reasoner (FF-1063) – fregata třídy Knox[7]

- 14. srpna –  USS Paul (FF-1080) – fregata třídy Knox[8]

- 28. srpna –  USS Downes (FF-1070) – fregata třídy Knox[9]

- 11. září –  USS Pintado (SSN-672) – ponorka třídy Sturgeon

- 13. září –  Rahmat (F24) – fregata

- 18. září –  USS Aylwin (FF-1081) – fregata třídy Knox[10]

- 25. září –  USS Sand Lance (SSN-660) – ponorka třídy Sturgeon

- 16. října –  HMS Courageous (S50) – ponorka třídy Valiant

- 30. října –  USS Elmer Montgomery (FF-1082) – fregata třídy Knox[11]

- 1. listopadu –  Tapi (5) – korveta třídy Tapi

- 9. listopadu –  HMS Conqueror (S48) – ponorka třídy Valiant

- 1. prosince –  La Redoutable (S 611) – raketonosná ponorka třídy La Redoutable

- 17. prosince –  USS Archerfish (SSN-678) – ponorka třídy Sturgeon

- 18. prosince –  USS Cook (FF-1083) – fregata třídy Knox[12]